# 연습곡 Op. 10, 10번 (쇼팽)

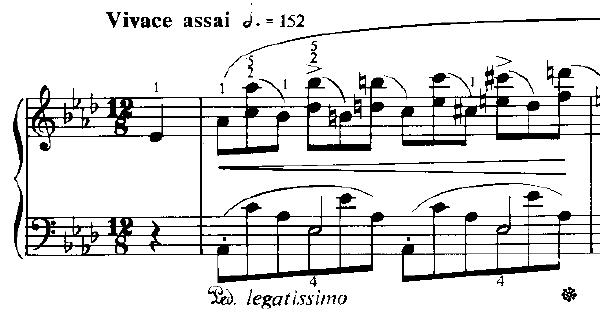
쇼팽 연습곡 Op. 10의 10번의 첫 마디

쇼팽의 연습곡 Op. 10, 10번(Étude Op. 10, No. 10)은 프레데리크 쇼팽이 작곡한 연습곡 중 작품번호 제10번의 10번에 해당하는 곡이다. 이 곡은 매우 빠른 빠르기로 악센트의 변화와 조표, 조성의 전환에 노력을 기울이는 것을 기초로 하며 쇼팽이 작곡할 때에 그는 하나의 형태로 가장 많은 음을 표현할 수 있는 방법을 고심하다가 특정한 음에 악센트를 표기해서 딱딱한 음에 변화를 가져다주고 곡 전체의 흐름에 영향을 미치게 하도록 하는 방법을 생각해내었다.